# Tauraco hartlaubi
Il turaco di Hartlaub (Tauraco hartlaubi Fischer & Reichenow, 1884) è un uccello della famiglia Musophagidae.

## Sistematica
Tauraco hartlaubi non ha sottospecie, è monotipico.

## Distribuzione e habitat
Questo uccello vive in Kenya, Tanzania e Uganda.